# Thomas Sørensen (fotbalista, 1976)
Thomas Løvendahl Sørensen (* 12. června 1976) je bývalý dánský fotbalista, který hrál jako brankář.
Sørensen zahájil svou kariéru v Odense BK. Z klubu byl na hostování ve Vejle Boldklub a Svendborgu. V roce 1998 podepsal smlouvu s anglickým Sunderlandem. Po pěti letech v klubu přestoupil za 2 miliony liber do Aston Villy. V roce 2008 se pohádal s trenérem Martinem O'Neillem. Odešel do Stoke City. Poté hrál za australský klub Melbourne City.
Za dánskou reprezentaci odehrál 101 zápasů. Hrál na Mistrovství Evropy ve fotbale 2000, Mistrovství světa ve fotbale 2002, Mistrovství Evropy ve fotbale 2004 a Mistrovství světa ve fotbale 2010.